# Wikipedia w języku wolof
Wikipedia w języku wolof – edycja językowa Wikipedii tworzona w języku wolof.
W dniu 19 lutego 2007 roku liczba artykułów w tej edycji wynosiła 225, co według rankingu opublikowanego w dniu 1 lutego tegoż roku dawało jej 160. pozycję wśród wszystkich wersji językowych. 19 października 2008 liczba artykułów wynosiła 797. W 209 roku było aktywnych 23 wikipedystów, a liczba artykułów wzrosła do 1000, a w 2010 1068.